# Lebiedziniec
Lebiedziniec (biał. Лебядзінец, ros. Лебединец) – wieś na Białorusi, w obwodzie mińskim, w rejonie mińskim, w sielsowiecie Łochowska Słoboda.
Dawniej folwark i zaścianek. W czasach Rzeczypospolitej ziemie te leżały w województwie mińskim. Odpadły od Polski w wyniku II rozbioru. W granicach Rosji wieś należała do ujezdu ihumeńskiego w guberni mińskiej. Ponownie pod polską administracją w latach 1919–1920 w okręgu mińskim Zarządu Cywilnego Ziem Wschodnich.